# Dodécaèdre rhombique
Ne pas confondre avec les autres dodécaèdres.
En géométrie, le dodécaèdre rhombique (aussi appelé granatoèdre) est un polyèdre convexe à 12 faces rhombiques identiques. Solide de Catalan, zonoèdre, il est le dual du cuboctaèdre. 
Pour le différencier du dodécaèdre de Bilinski, autre dodécaèdre rhombique à 12 faces identiques, on précise parfois dodécaèdre rhombique de première espèce. 

## Propriétés
La grande diagonale de chaque face vaut exactement √2 fois la longueur de la petite diagonale, ainsi, les angles aigus de chaque face mesurent {\displaystyle 2\arctan({\frac {1}{\sqrt {2}}})}, ou approximativement 70,53°.  
Étant le dual d'un solide d'Archimède, le dodécaèdre rhombique est de faces uniformes, ce qui signifie que le groupe de symétrie du solide agit transitivement sur l'ensemble des faces. En termes élémentaires, ceci signifie que pour deux faces quelconques A et B, il existe une rotation ou une réflexion du solide qui le laisse occuper la même région de l'espace en déplaçant la face A vers la face B.
Le dodécaèdre rhombique est un des neuf polyèdres convexes à arêtes uniformes, les autres étant les cinq solides de Platon, le cuboctaèdre, l'icosidodécaèdre et le triacontaèdre rhombique.
Il est topologiquement équivalent à l'intersection de 3 cylindres de mêmes diamètres, chacun des axes étant perpendiculaire aux deux autres (comme les diagonales d'un octaèdre régulier).

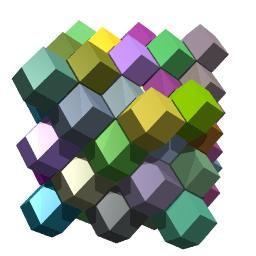
Partie d'un réseau dodécaédrique rhombique

Le dodécaèdre rhombique peut être utilisé pour paver un espace à trois dimensions. Il peut être empilé pour remplir un espace comme les hexagones remplissent le plan ; les cellules dans un réseau ont une forme similaire au dodécaèdre rhombique coupé par la moitié.
Ce pavage peut être vu comme le diagramme de Voronoï d'un réseau cubique à face centrées. Les abeilles utilisent la géométrie des dodécaèdres rhombiques pour former leurs nids d'abeille à partir du pavage des cellules, chacune d'elles est un prisme hexagonal couvert avec la moitié d'un dodécaèdre rhombique.
Le dodécaèdre rhombique forme la coque de la première projection par sommets d'un tesseract vers les 3 dimensions. Il existe exactement deux manières de décomposer un dodécaèdre rhombique en quatre parallélépipèdes isométriques, ce qui donne 8 parallélépipèdes possibles. Les 8 cellules du tesseract sous cette projection sont précisément ces 8 parallélépipèdes.
Le graphe associé au dodécaèdre rhombique est un graphe birégulier, le graphe dodécaédrique rhombique.

## Coordonnées cartésiennes
Les huit sommets où trois faces se rencontrent sur leurs angles obtus ont pour coordonnées cartésiennes
(±1, ±1, ±1)
Les six sommets où les quatre faces se rencontrent sur leurs angles aigus sont donnés par les permutations de
(0, 0, ±2)

## Mesures et volume
Le volume d'un dodécaèdre rhombique d'arête {\displaystyle a} vaut :
{\displaystyle V=a^{3}\times {\frac {16{\sqrt {3}}}{9}}\approx a^{3}\times 3,0792} ;
sa surface est de :
{\displaystyle A=a^{2}\times 8{\sqrt {2}}\approx a^{2}\times 11,3137}.
Giacomo Filippo Maraldi a obtenu expérimentalement l'angle du dodécaèdre rhombique[pas clair] en 1712.

## Étoilement

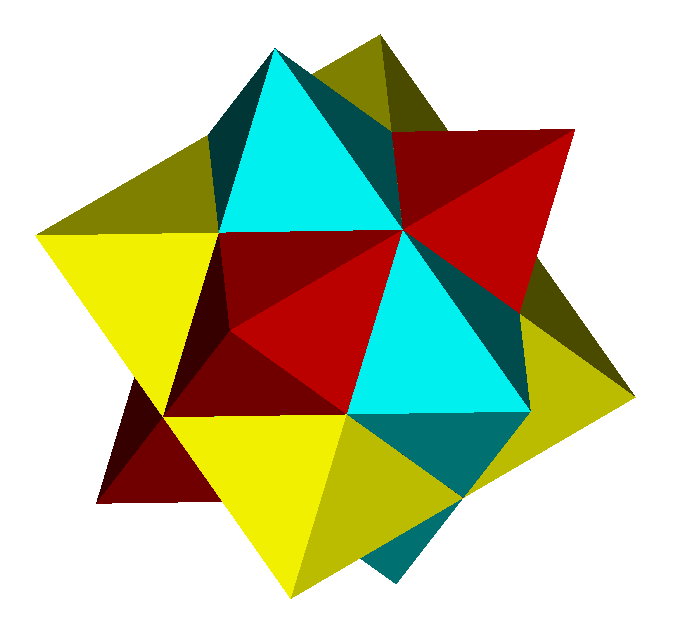
Première étoile du dodécaèdre rhombique

Comme de nombreux polyèdres convexes, le dodécaèdre rhombique peut être étoilé en étendant ses arêtes ou faces planes jusqu'à ce que chacune d'entre elles se rejoignent de nouveau.
La première étoile, aussi appelée polyèdre d'Escher peut être vue comme un dodécaèdre rhombique avec des pyramides à base rhombique (en forme de losange) collées sur ses faces, ou encore comme trois octaèdres imbriqués.
On la désigne parfois par "polyèdre d'Escher" car on retrouve cet objet dans la célèbre lithographie intitulée "chute d'eau".
Il existe également d'autres stellations du dodécaèdre rhombique.

## Dans la nature

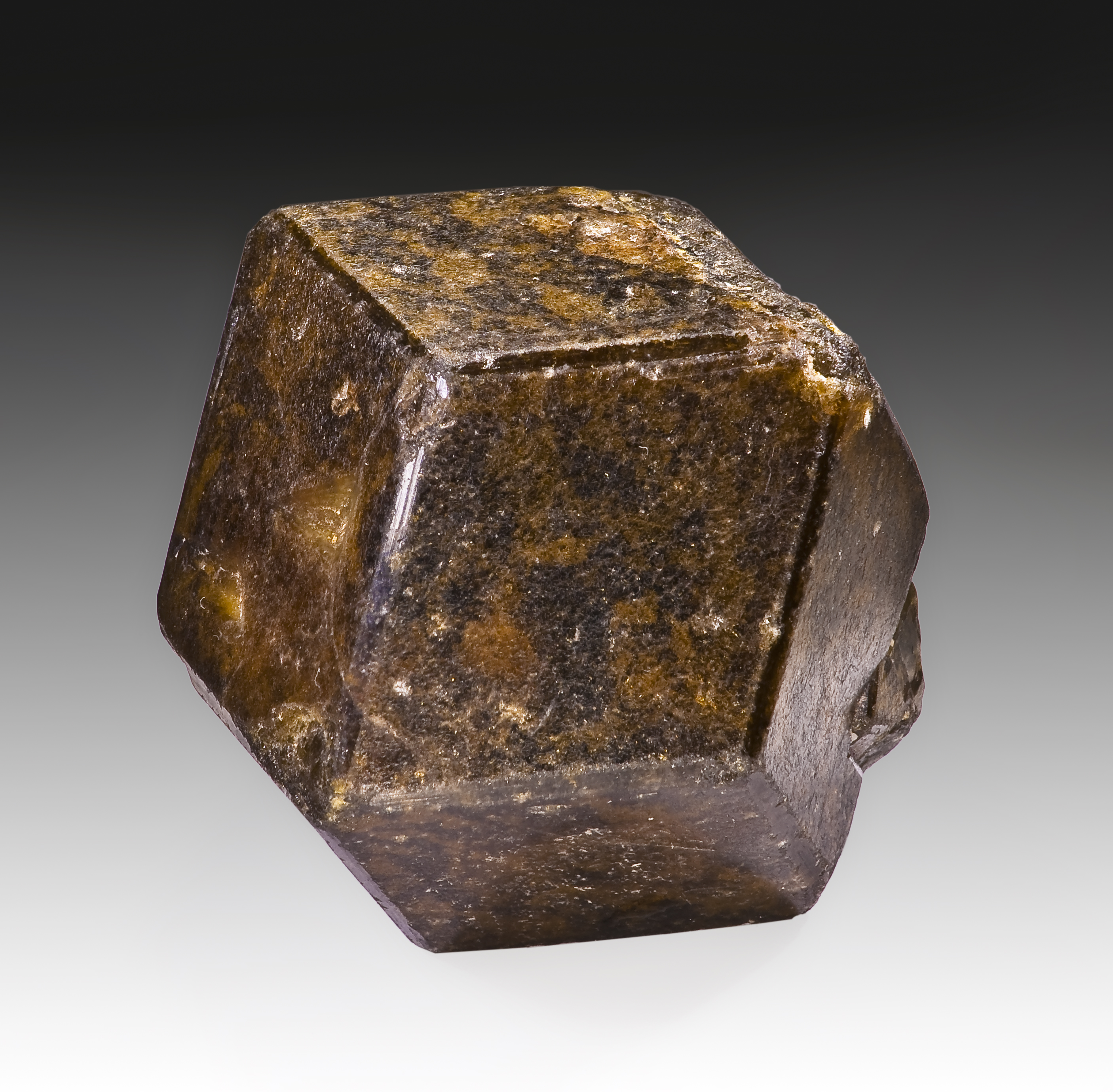
Andradite
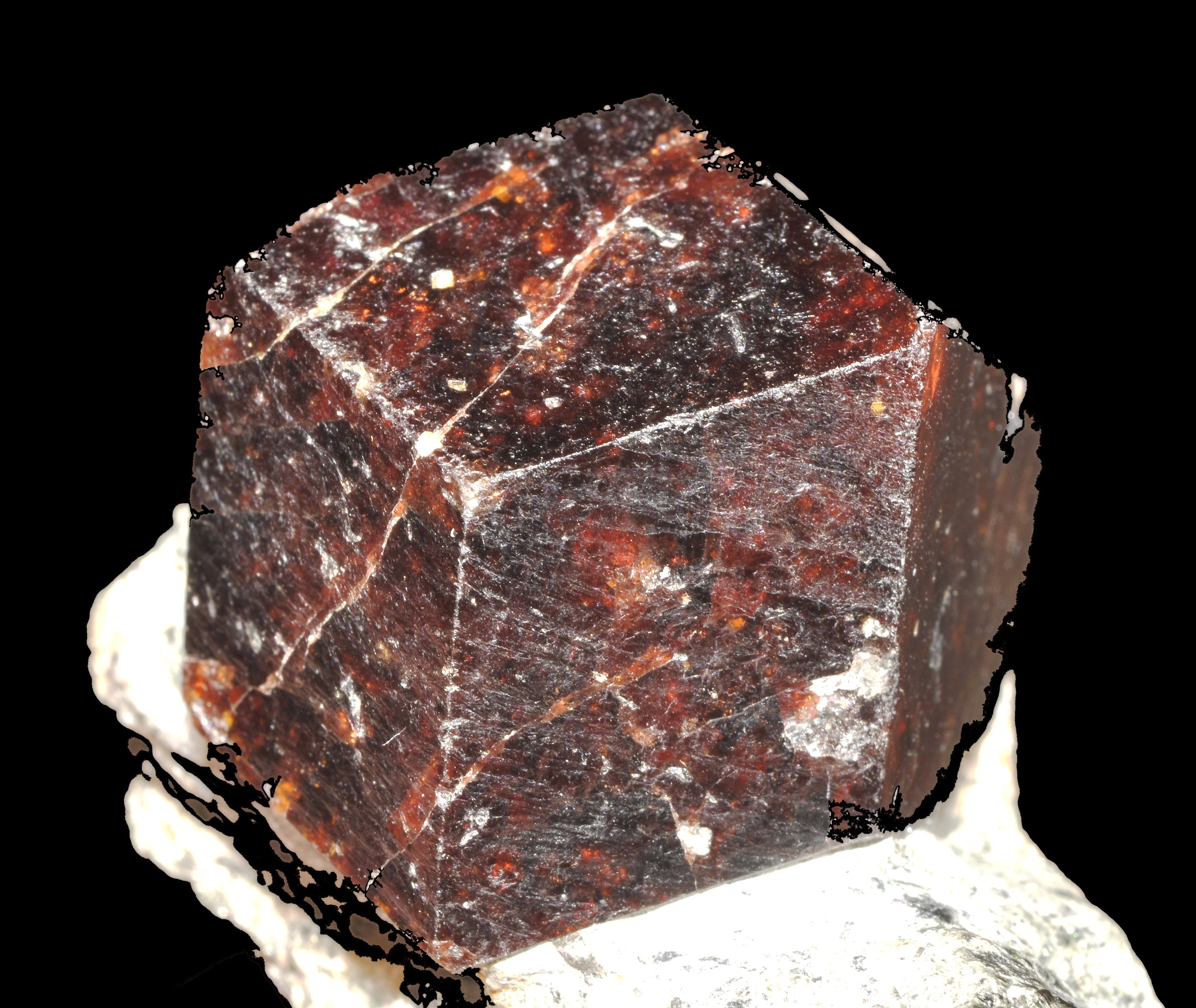
Grenat pyrope
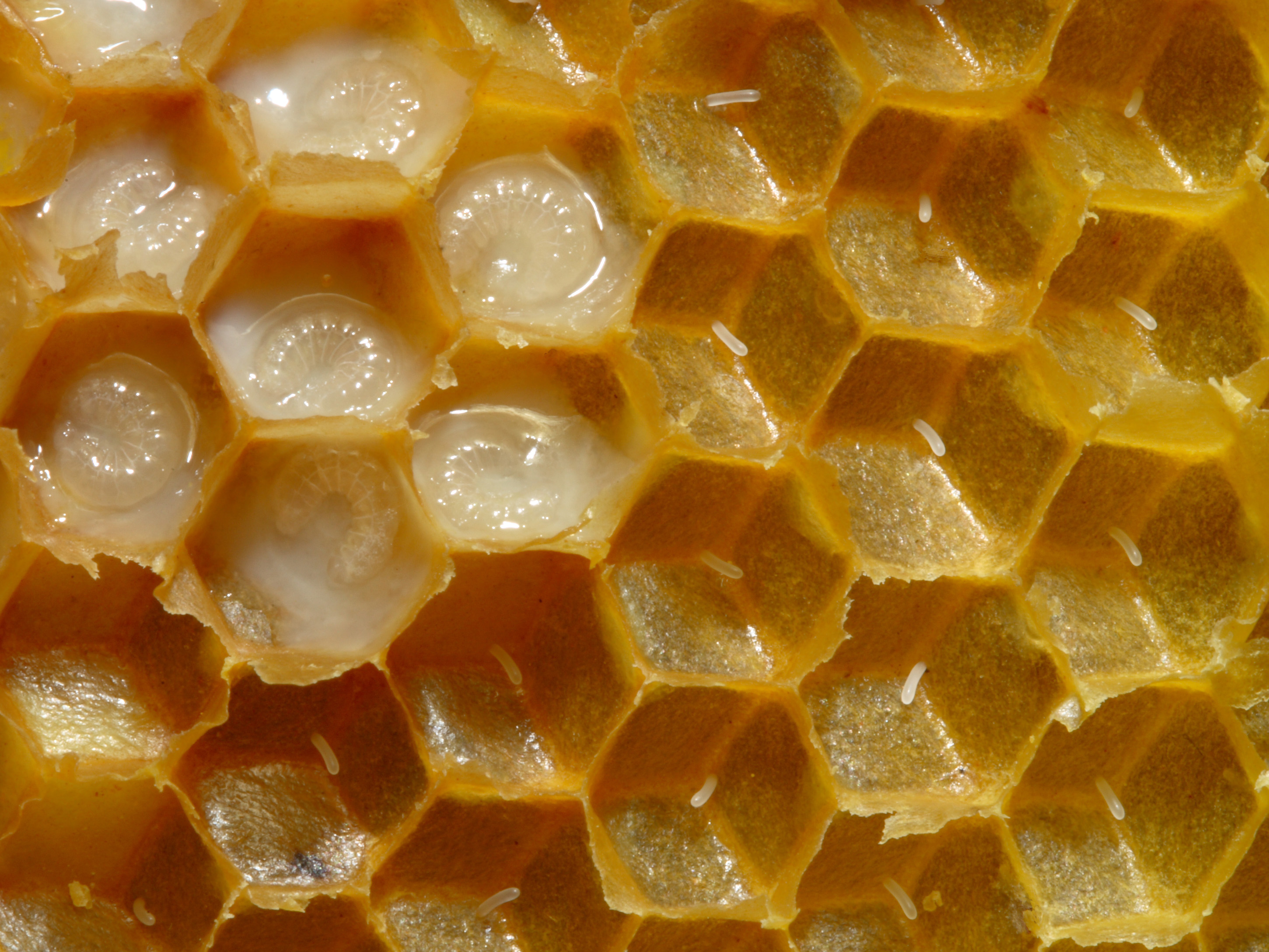
Alvéoles d'abeille